# Mark Woodforde
Mark Raymond Woodforde, OAM (sinh ngày 23 tháng 9 năm 1965) là một cựu vận động viên quần vợt đến từ Úc. Anh được biết đến khi nằm trong nhóm "The Woodies", một nhóm đôi với Todd Woodbridge.
Woodforde sinh ra ở Adelaide, và lên chuyên nghiệp quần vợt nam ATP vào năm 1984. Woodforde giành được 4 danh hiệu, trong đó có hai danh hiệu ở quê nhà Adelaide của anh. Kết quả Grand Slam nội dung đơn tốt nhất của anh là vào được vòng bán kết giải Grand Slam Úc Mở rộng. Woodforde được biết đến khi sự nghiệp đôi hoàn thành, giành được hai mươi danh hiệu Grand Slam trong sự nghiệp anh - 1 danh hiệu Pháp Mở rộng, 2 danh hiệu Úc Mở rộng, 3 danh hiệu Mỹ Mở rộng, và kỷ lục 6 danh hiệu Wimbledon. Mười bảy trong số đó anh đã vô địch với Todd Woodbridge, và anh vô địch Mỹ Mở rộng 1989 với John McEnroe. Anh cũng giành được 5 danh hiệu đôi hỗn hợp Grand Slam - 1 Pháp Mở rộng, 2 Úc Mở rộng, 1 Mỹ Mở rộng, và 1 Wimbledon; hoàn thành 17 danh hiệu đôi Grand Slam. Anh đã lên vị trí số 1 thế giới vào tháng 11 năm 1992.
Anh đã có nhiều thành công trong sự nghiệp khi đánh cặp với Todd Woodbridge, một tay vợt cũng thuận tay trái như anh. Họ đã 4 lần giành được giải thưởng Đồng đội ATP của năm, và tất cả The Woodies vô địch 61 giải đôi ATP (Woodforde vô địch 67 giải trong sự nghiệp).
Woodforde cũng giành được huy chương vàng tại Thế vận hội Mùa hè 1996 và huy chương bại tại Thế vận hội Mùa hè 2000.
Woodforde chơi cho Đội tuyển Davis Cup Úc và vào chung kết Davis Cup 3 lần, cùng với Woodbridge thắng Pháp trong trận chung kết Davis Cup 1999 ở Paris để giúp cho Úc lần đầu tiên vô địch Davis Cup sau 13 năm chờ đợi.
Woodforde giải nghệ sự nghiệp quần vợt chuyên nghiệp vào năm 2000 sau khi thua Tây Ban Nha trong trận chung kết Davis Cup 2000, và làm huấn luyện viên cho Đội tuyển Fed Cup Úc vào năm 2003.
Vào tháng 1 năm 2010 vào ngày Úc, The Woodies đã được Australian Tennis Hall of Fame trao thưởng vì những thành tích của họ trong quần vợt. Là một phần của buổi lễ cảm tạ, những bức tượng bằng đồng được đặt cùng với những người chơi quần vợt Úc tuyệt vời khác tại Melbourne Park.

## Chung kết Grand Slam

### Đôi nam: 16 (12 danh hiệu, 4 á quân)
Vô địch Pháp Mở rộng 2000, Woodforde đã hoàn thành sự nghiệp Grand Slam.
| Kết quả   | Năm  | Giải đấu        | Mặt sân | Đồng đội        | Đối thủ trong trận chung kết    | Tỉ số trong trận chung kết  |
| Winner    | 1989 | US Open         | Hard    | John McEnroe    | Ken Flach Robert Seguso         | 6–4, 4–6, 6–3, 6–3          |
| Winner    | 1992 | Australian Open | Hard    | Todd Woodbridge | Kelly Jones Rick Leach          | 6–4, 6–3, 6–4               |
| Winner    | 1993 | Wimbledon       | Grass   | Todd Woodbridge | Grant Connell Patrick Galbraith | 7–6, 6–3, 7–6               |
| Winner    | 1994 | Wimbledon       | Grass   | Todd Woodbridge | Grant Connell Patrick Galbraith | 7–6, 6–3, 6–1               |
| Runner-up | 1994 | US Open         | Hard    | Todd Woodbridge | Jacco Eltingh Paul Haarhuis     | 3–6, 6–7(6)                 |
| Winner    | 1995 | Wimbledon       | Grass   | Todd Woodbridge | Rick Leach Scott Melville       | 7–5, 7–6, 7–6               |
| Winner    | 1995 | US Open         | Hard    | Todd Woodbridge | Alex O'Brien Sandon Stolle      | 6–3, 6–3                    |
| Winner    | 1996 | Wimbledon       | Grass   | Todd Woodbridge | Byron Black Grant Connell       | 4–6, 6–1, 6–3, 6–2          |
| Winner    | 1996 | US Open         | Hard    | Todd Woodbridge | Jacco Eltingh Paul Haarhuis     | 4–6, 7–6, 7–6               |
| Winner    | 1997 | Australian Open | Hard    | Todd Woodbridge | Sébastien Lareau Alex O'Brien   | 4–6, 7–5, 7–5, 6–3          |
| Runner-up | 1997 | French Open     | Clay    | Todd Woodbridge | Yevgeny Kafelnikov Daniel Vacek | 6–7(12), 6–4, 3–6           |
| Winner    | 1997 | Wimbledon       | Grass   | Todd Woodbridge | Jacco Eltingh Paul Haarhuis     | 7–6, 7–6, 5–7, 6–3          |
| Runner-up | 1998 | Australian Open | Hard    | Todd Woodbridge | Jonas Björkman Jacco Eltingh    | 2–6, 7–5, 6–2, 4–6, 3–6     |
| Runner-up | 1998 | Wimbledon       | Grass   | Todd Woodbridge | Jacco Eltingh Paul Haarhuis     | 6–2, 4–6, 6–7(3), 7–5, 8–10 |
| Winner    | 2000 | French Open     | Clay    | Todd Woodbridge | Paul Haarhuis Sandon Stolle     | 7–6, 6–4                    |
| Winner    | 2000 | Wimbledon       | Grass   | Todd Woodbridge | Paul Haarhuis Sandon Stolle     | 6–3, 6–4, 6–1               |

### Đôi nam nữ: 7 (5 danh hiệu, 2 á quân)
| Kết quả   | Năm  | Giải đấu        | Mặt sân | Đồng đội                 | Đối thủ trong trận chung kết            | Tỉ số trong trận chung kết |
| Winner    | 1992 | Australian Open | Hard    | Nicole Provis            | Arantxa Sánchez Vicario Todd Woodbridge | 6–3, 4–6, 11–9             |
| Winner    | 1992 | US Open         | Hard    | Nicole Provis            | Helena Suková Tom Nijssen               | 4–6, 6–3, 6–3              |
| Winner    | 1993 | Wimbledon       | Grass   | Martina Navratilova      | Manon Bollegraf Tom Nijssen             | 6–3, 6–4                   |
| Runner-up | 1993 | US Open         | Hard    | Martina Navratilova      | Helena Suková Todd Woodbridge           | 3–6, 6–7                   |
| Winner    | 1995 | French Open     | Clay    | Larisa Savchenko-Neiland | Jill Hetherington John-Laffnie de Jager | 7–6(10–8), 7–6(7–4)        |
| Winner    | 1996 | Australian Open | Hard    | Larisa Savchenko Neiland | Nicole Arendt Luke Jensen               | 4–6, 7–5, 6–0              |
| Runner-up | 1996 | Wimbledon       | Grass   | Larisa Savchenko Neiland | Helena Suková Cyril Suk                 | 6–1, 3–6, 2–6              |

## Chung kết sự nghiệp

### Đôi (67-24)
| Chú thích                    |
| Grand Slam (12)              |
| Tennis Masters Cup (2)       |
| Olympic Gold (1)             |
| ATP Masters Series (14)      |
| ATP Championship Series (11) |
| ATP Tour (27)                |

| Danh hiệu theo mặt sân |
| Cứng (36)              |
| Đất nện (9)            |
| Cỏ (10)                |
| Thảm (12)              |

| Kết quả   | Số  | Ngày                      | Giải đấu                            | Mặt sân  | Đồng đội        | Đối thủ trong trận chung kết       | Tỉ số trong trận chung kết |
| --------- | --- | ------------------------- | ----------------------------------- | -------- | --------------- | ---------------------------------- | -------------------------- |
| Runner-up | 1.  | ngày 29 tháng 7 năm 1985  | Hilversum, Netherlands              | Clay     | Carl Limberger  | Stefan Simonsson Hans Simonsson    | 3–6, 4–6                   |
| Runner-up | 2.  | ngày 12 tháng 1 năm 1987  | Auckland, New Zealand               | Hard     | Carl Limberger  | Kelly Jones Brad Pearce            | 6–7, 6–7                   |
| Runner-up | 3.  | ngày 20 tháng 7 năm 1987  | Bordeaux, France                    | Clay     | Darren Cahill   | Sergio Casal Emilio Sánchez        | 3–6, 3–6                   |
| Runner-up | 4.  | ngày 31 tháng 8 năm 1987  | Rye Brook, Hoa Kỳ                   | Hard     | Carl Limberger  | Lloyd Bourne Jeff Klaparda         | 3–6, 3–6                   |
| Runner-up | 5.  | ngày 4 tháng 1 năm 1988   | Adelaide, Australia                 | Hard     | Carl Limberger  | Darren Cahill Mark Kratzmann       | 6–4, 2–6, 5–7              |
| Winner    | 1.  | ngày 26 tháng 9 năm 1988  | Los Angeles, Hoa Kỳ                 | Hard     | John McEnroe    | Libor Pimek Michiel Schapers       | 6–4, 6–4                   |
| Winner    | 2.  | ngày 3 tháng 10 năm 1988  | San Francisco, Hoa Kỳ               | Carpet   | John McEnroe    | Rick Leach Jim Pugh                | 6–4, 7–6                   |
| Winner    | 3.  | ngày 1 tháng 5 năm 1989   | Monte Carlo, Monaco                 | Clay     | Tomáš Šmíd      | Paolo Canè Diego Nargiso           | 1–6, 6–4, 6–2              |
| Winner    | 4.  | ngày 1 tháng 5 năm 1989   | U.S. Open, New York                 | Hard     | John McEnroe    | Ken Flach Robert Seguso            | 6–4, 4–6, 6–3, 6–3         |
| Runner-up | 6.  | ngày 1 tháng 10 năm 1990  | Brisbane, Australia                 | Hard     | Brian Garrow    | Jason Stoltenberg Todd Woodbridge  | 6–2, 4–6, 4–6              |
| Winner    | 5.  | ngày 18 tháng 2 năm 1991  | Brussels, Belgium                   | Carpet   | Todd Woodbridge | Libor Pimek Michiel Schapers       | 6–3, 6–0                   |
| Winner    | 6.  | ngày 11 tháng 3 năm 1991  | Copenhagen, Denmark                 | Carpet   | Todd Woodbridge | Mansour Bahrami Andrei Olhovskiy   | 6–3, 6–1                   |
| Winner    | 7.  | ngày 17 tháng 6 năm 1991  | Luân Đôn/Queen's Club, Anh          | Grass    | Todd Woodbridge | Grant Connell Glenn Michibata      | 7–6, 6–4                   |
| Winner    | 8.  | ngày 30 tháng 9 năm 1991  | Brisbane, Australia                 | Hard     | Todd Woodbridge | John Fitzgerald Glenn Michibata    | 7–6, 6–3                   |
| Winner    | 9.  | ngày 27 tháng 1 năm 1992  | Australian Open, Melbourne          | Hard     | Todd Woodbridge | Kelly Jones Rick Leach             | 6–4, 6–3, 6–4              |
| Winner    | 10. | ngày 17 tháng 2 năm 1992  | Memphis, Hoa Kỳ                     | Hard (i) | Todd Woodbridge | Kevin Curren Gary Muller           | 7–6, 6–1                   |
| Winner    | 11. | ngày 24 tháng 2 năm 1992  | Philadelphia, Hoa Kỳ                | Carpet   | Todd Woodbridge | Jim Grabb Richey Reneberg          | 6–4, 7–6                   |
| Winner    | 12. | ngày 6 tháng 4 năm 1992   | Singapore                           | Hard     | Todd Woodbridge | Grant Connell Glenn Michibata      | 6–7, 6–2, 6–4              |
| Winner    | 13. | ngày 17 tháng 8 năm 1992  | Cincinnati, Hoa Kỳ                  | Hard     | Todd Woodbridge | Patrick McEnroe Jonathan Stark     | 7–6, 6–4                   |
| Winner    | 14. | ngày 19 tháng 10 năm 1992 | Tokyo Indoor, Japan                 | Hard (i) | Todd Woodbridge | Jim Grabb Richey Reneberg          | 7–6, 7–6                   |
| Winner    | 15. | ngày 2 tháng 11 năm 1992  | Stockholm, Sweden                   | Carpet   | Todd Woodbridge | Steve DeVries David Macpherson     | 6–3, 6–4                   |
| Winner    | 16. | ngày 29 tháng 11 năm 1992 | Doubles Championships, Johannesburg | Hard     | Todd Woodbridge | John Fitzgerald Anders Järryd      | 6–2, 7–6, 5–7, 3–6, 6–3    |
| Winner    | 17. | ngày 11 tháng 1 năm 1993  | Adelaide, Australia                 | Hard     | Todd Woodbridge | John Fitzgerald Laurie Warder      | 6–4, 7–5                   |
| Winner    | 18. | ngày 15 tháng 2 năm 1993  | Memphis, Hoa Kỳ                     | Hard (i) | Todd Woodbridge | Jacco Eltingh Paul Haarhuis        | 6–4, 4–6, 6–3              |
| Winner    | 19. | ngày 14 tháng 6 năm 1993  | Luân Đôn/Queen's Club, Anh          | Grass    | Todd Woodbridge | Neil Broad Gary Muller             | 6–4, 6–7, 6–3              |
| Winner    | 20. | ngày 5 tháng 7 năm 1993   | Wimbledon, Luân Đôn                 | Grass    | Todd Woodbridge | Grant Connell Patrick Galbraith    | 7–6, 6–3, 7–6              |
| Winner    | 21. | ngày 1 tháng 11 năm 1993  | Stockholm, Sweden                   | Carpet   | Todd Woodbridge | Gary Muller Danie Visser           | 7–6, 5–7, 7–6              |
| Runner-up | 7.  | ngày 28 tháng 11 năm 1993 | Doubles Championships, Johannesburg | Hard (i) | Todd Woodbridge | Jacco Eltingh Paul Haarhuis        | 6–7, 6–7, 4–6              |
| Winner    | 22. | ngày 7 tháng 2 năm 1994   | Dubai, UAE                          | Hard     | Todd Woodbridge | Darren Cahill John Fitzgerald      | 6–7, 6–4, 6–2              |
| Winner    | 23. | ngày 18 tháng 4 năm 1994  | Nice, France                        | Clay     | Javier Sánchez  | Hendrik Jan Davids Piet Norval     | 7–5, 6–3                   |
| Winner    | 24. | ngày 9 tháng 5 năm 1994   | Pinehurst, Hoa Kỳ                   | Clay     | Todd Woodbridge | Jared Palmer Richey Reneberg       | 6–2, 3–6, 6–3              |
| Runner-up | 8.  | ngày 13 tháng 6 năm 1994  | Luân Đôn/Queen's Club, Anh          | Grass    | Todd Woodbridge | Jan Apell Jonas Björkman           | 7–5, 6–7, 4–6              |
| Winner    | 25. | ngày 4 tháng 7 năm 1994   | Wimbledon, Luân Đôn                 | Grass    | Todd Woodbridge | Grant Connell Patrick Galbraith    | 7–6, 6–3, 6–1              |
| Winner    | 26. | ngày 8 tháng 8 năm 1994   | Los Angeles, Hoa Kỳ                 | Hard     | John Fitzgerald | Scott Davis Brian MacPhie          | 4–6, 6–2, 6–0              |
| Winner    | 27. | ngày 22 tháng 8 năm 1994  | Indianapolis, Hoa Kỳ                | Hard     | Todd Woodbridge | Jim Grabb Richey Reneberg          | 6–4, 6–2                   |
| Runner-up | 9.  | ngày 12 tháng 9 năm 1994  | U.S. Open, New York                 | Hard     | Todd Woodbridge | Jacco Eltingh Paul Haarhuis        | 3–6, 6–7                   |
| Winner    | 28. | ngày 31 tháng 10 năm 1994 | Stockholm, Sweden                   | Carpet   | Todd Woodbridge | Jan Apell Jonas Björkman           | 6–4, 4–6, 6–3              |
| Runner-up | 10. | ngày 28 tháng 11 năm 1994 | Doubles Championships, Jakarta      | Hard (i) | Todd Woodbridge | Jan Apell Jonas Björkman           | 4–6, 6–4, 6–4, 6–7, 6–7    |
| Winner    | 29. | ngày 16 tháng 1 năm 1995  | Sydney Outdoor, Australia           | Hard     | Todd Woodbridge | Trevor Kronemann David Macpherson  | 7–6, 6–4                   |
| Winner    | 30. | ngày 27 tháng 3 năm 1995  | Miami, Hoa Kỳ                       | Hard     | Todd Woodbridge | Jim Grabb Patrick McEnroe          | 6–4, 3–6, 7–6              |
| Winner    | 31. | ngày 15 tháng 5 năm 1995  | Pinehurst, Hoa Kỳ                   | Clay     | Todd Woodbridge | Alex O'Brien Sandon Stolle         | 6–2, 6–4                   |
| Winner    | 32  | ngày 22 tháng 5 năm 1995  | Delray Beach, Hoa Kỳ                | Clay     | Todd Woodbridge | Sergio Casal Emilio Sánchez        | 6–3, 6–1                   |
| Winner    | 33. | ngày 10 tháng 7 năm 1995  | Wimbledon, Luân Đôn                 | Grass    | Todd Woodbridge | Rick Leach Scott Melville          | 7–5, 7–6, 7–6              |
| Winner    | 34. | ngày 14 tháng 8 năm 1995  | Cincinnati, Hoa Kỳ                  | Hard     | Todd Woodbridge | Mark Knowles Daniel Nestor         | 6–4, 6–4                   |
| Winner    | 35. | ngày 11 tháng 9 năm 1995  | U.S. Open, New York                 | Hard     | Todd Woodbridge | Alex O'Brien Sandon Stolle         | 6–3, 6–3                   |
| Runner-up | 11. | ngày 23 tháng 10 năm 1995 | Vienna, Austria                     | Carpet   | Todd Woodbridge | Ellis Ferreira Jan Siemerink       | 4–6, 5–7                   |
| Winner    | 36. | ngày 8 tháng 1 năm 1996   | Adelaide, Australia                 | Hard     | Todd Woodbridge | Jonas Björkman Tommy Ho            | 7–5, 7–6                   |
| Runner-up | 12. | ngày 26 tháng 2 năm 1996  | Memphis, Hoa Kỳ                     | Hard (i) | Todd Woodbridge | Mark Knowles Daniel Nestor         | 4–6, 5–7                   |
| Winner    | 37. | ngày 4 tháng 3 năm 1996   | Philadelphia, Hoa Kỳ                | Carpet   | Todd Woodbridge | Byron Black Grant Connell          | 7–6, 6–2                   |
| Winner    | 38. | ngày 18 tháng 3 năm 1996  | Indian Wells, Hoa Kỳ                | Hard     | Todd Woodbridge | Brian MacPhie Michael Tebbutt      | 6–3, 6–4                   |
| Winner    | 39. | ngày 1 tháng 4 năm 1996   | Miami, Hoa Kỳ                       | Hard     | Todd Woodbridge | Ellis Ferreira Patrick Galbraith   | 6–3, 6–7, 7–6              |
| Winner    | 40. | ngày 22 tháng 4 năm 1996  | Tokyo, Japan                        | Hard     | Todd Woodbridge | Mark Knowles Rick Leach            | 6–2, 6–3                   |
| Winner    | 41. | ngày 20 tháng 5 năm 1996  | Coral Springs, Hoa Kỳ               | Clay     | Todd Woodbridge | Ivan Baron Brett Hansen-Dent       | 6–3, 6–3                   |
| Winner    | 42. | ngày 17 tháng 6 năm 1996  | Luân Đôn/Queen's Club, Anh          | Grass    | Todd Woodbridge | Sébastien Lareau Alex O'Brien      | 6–2, 6–7, 6–3              |
| Winner    | 43. | ngày 8 tháng 7 năm 1996   | Wimbledon, Luân Đôn                 | Grass    | Todd Woodbridge | Byron Black Grant Connell          | 4–6, 6–1, 6–3, 6–2         |
| Winner    | 44. | ngày 29 tháng 7 năm 1996  | Atlanta Olympics, Hoa Kỳ            | Hard     | Todd Woodbridge | Neil Broad Tim Henman              | 6–4, 6–4, 6–2              |
| Winner    | 45. | ngày 9 tháng 9 năm 1996   | U.S. Open, New York                 | Hard     | Todd Woodbridge | Jacco Eltingh Paul Haarhuis        | 4–6, 7–6, 7–6              |
| Winner    | 46. | ngày 7 tháng 10 năm 1996  | Singapore                           | Carpet   | Todd Woodbridge | Martin Damm Andrei Olhovskiy       | 7–6, 7–6                   |
| Winner    | 47. | ngày 17 tháng 11 năm 1996 | Doubles Championships, Hartford     | Carpet   | Todd Woodbridge | Sébastien Lareau Alex O'Brien      | 6–4, 5–7, 6–2, 7–6         |
| Runner-up | 13. | ngày 6 tháng 1 năm 1997   | Adelaide, Australia                 | Hard     | Todd Woodbridge | Patrick Rafter Bryan Shelton       | 4–6, 6–1, 3–6              |
| Winner    | 48. | ngày 27 tháng 1 năm 1997  | Australian Open, Melbourne          | Hard     | Todd Woodbridge | Sébastien Lareau Alex O'Brien      | 4–6, 7–5, 7–5, 6–3         |
| Winner    | 49. | ngày 31 tháng 3 năm 1997  | Miami, Hoa Kỳ                       | Hard     | Todd Woodbridge | Mark Knowles Daniel Nestor         | 6–4, 3–6, 6–3              |
| Runner-up | 14. | ngày 9 tháng 6 năm 1997   | French Open, Paris                  | Clay     | Todd Woodbridge | Yevgeny Kafelnikov Daniel Vacek    | 6–7, 6–4, 3–6              |
| Winner    | 50. | ngày 7 tháng 7 năm 1997   | Wimbledon, Luân Đôn                 | Grass    | Todd Woodbridge | Jacco Eltingh Paul Haarhuis        | 7–6, 7–6, 5–7, 6–3         |
| Winner    | 51. | ngày 11 tháng 8 năm 1997  | Cincinnati, Hoa Kỳ                  | Hard     | Todd Woodbridge | Mark Philippoussis Patrick Rafter  | 6–4, 6–2                   |
| Winner    | 52. | ngày 27 tháng 10 năm 1997 | Stuttgart Indoor, Germany           | Carpet   | Todd Woodbridge | Rick Leach Jonathan Stark          | 7–6, 7–6                   |
| Winner    | 53. | ngày 19 tháng 1 năm 1998  | Sydney Outdoor, Australia           | Hard     | Todd Woodbridge | Jacco Eltingh Daniel Nestor        | 6–3, 7–5                   |
| Runner-up | 15. | ngày 2 tháng 2 năm 1998   | Australian Open, Melbourne          | Hard     | Todd Woodbridge | Jonas Björkman Jacco Eltingh       | 2–6, 7–5, 6–2, 4–6, 3–6    |
| Winner    | 54. | ngày 16 tháng 2 năm 1998  | San Jose, Hoa Kỳ                    | Hard (i) | Todd Woodbridge | Nelson Aerts André Sá              | 6–1, 7–5                   |
| Winner    | 55. | ngày 23 tháng 2 năm 1998  | Memphis, Hoa Kỳ                     | Hard (i) | Todd Woodbridge | Ellis Ferreira David Roditi        | 6–4, 6–2                   |
| Runner-up | 16. | ngày 27 tháng 4 năm 1998  | Monte Carlo, Monaco                 | Clay     | Todd Woodbridge | Jacco Eltingh Paul Haarhuis        | 4–6, 2–6                   |
| Winner    | 56. | ngày 4 tháng 5 năm 1998   | Munich, Germany                     | Clay     | Todd Woodbridge | Joshua Eagle Andrew Florent        | 6–0, 6–3                   |
| Runner-up | 17. | ngày 6 tháng 7 năm 1998   | Wimbledon, Luân Đôn                 | Grass    | Todd Woodbridge | Jacco Eltingh Paul Haarhuis        | 6–2, 4–6, 6–7, 7–5, 8–10   |
| Runner-up | 18. | ngày 12 tháng 10 năm 1998 | Shanghai, China                     | Carpet   | Todd Woodbridge | Mahesh Bhupathi Leander Paes       | 4–6, 7–6, 6–7              |
| Winner    | 57. | ngày 19 tháng 10 năm 1998 | Singapore                           | Carpet   | Todd Woodbridge | Mahesh Bhupathi Leander Paes       | 6–2, 6–3                   |
| Winner    | 58. | ngày 15 tháng 2 năm 1999  | San Jose, Hoa Kỳ                    | Hard (i) | Todd Woodbridge | Aleksandar Kitinov Nenad Zimonjić  | 7–5, 6–7, 6–4              |
| Winner    | 59. | ngày 22 tháng 2 năm 1999  | Memphis, Hoa Kỳ                     | Hard (i) | Todd Woodbridge | Sébastien Lareau Alex O'Brien      | 6–4, 7–5                   |
| Runner-up | 19. | ngày 3 tháng 5 năm 1999   | Atlanta, Hoa Kỳ                     | Clay     | Todd Woodbridge | Patrick Galbraith Justin Gimelstob | 7–5, 6–7, 3–6              |
| Runner-up | 20. | ngày 14 tháng 6 năm 1999  | Luân Đôn/Queen's Club, Anh          | Grass    | Todd Woodbridge | Sébastien Lareau Alex O'Brien      | 3–6, 6–7                   |
| Runner-up | 21. | ngày 16 tháng 8 năm 1999  | Cincinnati, Hoa Kỳ                  | Hard     | Todd Woodbridge | Byron Black Jonas Björkman         | 3–6, 6–7                   |
| Runner-up | 22. | ngày 11 tháng 10 năm 1999 | Shanghai, China                     | Hard     | Todd Woodbridge | Sébastien Lareau Daniel Nestor     | 5–7, 3–6                   |
| Runner-up | 23. | ngày 18 tháng 10 năm 1999 | Singapore                           | Carpet   | Todd Woodbridge | Max Mirnyi Eric Taino              | 3–6, 4–6                   |
| Winner    | 60. | ngày 10 tháng 1 năm 2000  | Adelaide, Australia                 | Hard     | Todd Woodbridge | Lleyton Hewitt Sandon Stolle       | 6–4, 6–2                   |
| Winner    | 61. | ngày 17 tháng 1 năm 2000  | Sydney, Australia                   | Hard     | Todd Woodbridge | Lleyton Hewitt Sandon Stolle       | 7–5, 6–4                   |
| Winner    | 62. | ngày 3 tháng 4 năm 2000   | Miami, Hoa Kỳ                       | Hard     | Todd Woodbridge | Martin Damm Dominik Hrbatý         | 6–4, 6–1                   |
| Winner    | 63. | ngày 22 tháng 5 năm 2000  | Hamburg, Germany                    | Clay     | Todd Woodbridge | Wayne Arthurs Sandon Stolle        | 6–7, 6–4, 6–3              |
| Winner    | 64. | ngày 12 tháng 6 năm 2000  | French Open, Paris                  | Clay     | Todd Woodbridge | Paul Haarhuis Sandon Stolle        | 7–6, 6–4                   |
| Winner    | 65. | ngày 19 tháng 6 năm 2000  | Luân Đôn/Queen's Club, Anh          | Grass    | Todd Woodbridge | Jonathan Stark Eric Taino          | 7–6, 6–4                   |
| Winner    | 66. | ngày 10 tháng 7 năm 2000  | Wimbledon, Luân Đôn                 | Grass    | Todd Woodbridge | Paul Haarhuis Sandon Stolle        | 6–3, 6–4, 6–1              |
| Winner    | 67. | ngày 14 tháng 8 năm 2000  | Cincinnati, Hoa Kỳ                  | Hard     | Todd Woodbridge | Ellis Ferreira Rick Leach          | 7–6, 6–4                   |
| Runner-up | 24. | ngày 2 tháng 10 năm 2000  | Sydney Olympics, Australia          | Hard     | Todd Woodbridge | Sébastien Lareau Daniel Nestor     | 7–5, 3–6, 4–6, 6–7         |

## Chung kết sự nghiệp ATP

### Đơn (4 danh hiệu, 5 á quân)
| Kết quả   | Số | Ngày                      | Giải đấu              | Mặt sân | Đối thủ trong trận chung kết | Tỉ số trong trận chung kết |
| --------- | -- | ------------------------- | --------------------- | ------- | ---------------------------- | -------------------------- |
| Winner    | 1. | ngày 20 tháng 1 năm 1986  | Auckland, New Zealand | Hard    | Bud Schultz                  | 6–4, 6–3, 3–6, 6–4         |
| Winner    | 2. | ngày 4 tháng 1 năm 1988   | Adelaide, Australia   | Hard    | Wally Masur                  | 6–2, 6–4                   |
| Winner    | 3. | ngày 9 tháng 1 năm 1989   | Adelaide, Australia   | Hard    | Patrik Kühnen                | 7–5, 1–6, 7–5              |
| Runner-up | 1. | ngày 9 tháng 10 năm 1989  | Brisbane, Australia   | Hard    | Nicklas Kroon                | 6–4, 2–6, 4–6              |
| Runner-up | 2. | ngày 10 tháng 8 năm 1992  | Los Angeles, Hoa Kỳ   | Hard    | Richard Krajicek             | 4–6, 6–2, 4–6              |
| Runner-up | 3. | ngày 16 tháng 11 năm 1992 | Antwerp, Belgium      | Carpet  | Richard Krajicek             | 2–6, 2–6                   |
| Winner    | 4. | ngày 22 tháng 2 năm 1993  | Philadelphia, Hoa Kỳ  | Carpet  | Ivan Lendl                   | 5–4, ret.                  |
| Runner-up | 4. | ngày 8 tháng 8 năm 1994   | Los Angeles, Hoa Kỳ   | Hard    | Boris Becker                 | 2–6, 2–6                   |
| Runner-up | 5. | ngày 19 tháng 10 năm 1998 | Singapore             | Carpet  | Marcelo Ríos                 | 4–6, 2–6                   |

## Thống kê sự nghiệp đôi
| Giải đấu                    | 1984                                                | 1985                                                | 1986                                                | 1987                                                | 1988                                                | 1989                                                | 1990  | 1991  | 1992  | 1993  | 1994  | 1995  | 1996  | 1997  | 1998  | 1999  | 2000  | SR      | T-B    |
| --------------------------- | --------------------------------------------------- | --------------------------------------------------- | --------------------------------------------------- | --------------------------------------------------- | --------------------------------------------------- | --------------------------------------------------- | ----- | ----- | ----- | ----- | ----- | ----- | ----- | ----- | ----- | ----- | ----- | ------- | ------ |
| Grand Slam                  |                                                     |                                                     |                                                     |                                                     |                                                     |                                                     |       |       |       |       |       |       |       |       |       |       |       |         |        |
| Úc Mở rộng                  | V1                                                  | V1                                                  | KTC                                                 | V1                                                  | V2                                                  | BK                                                  | V2    | BK    | VĐ    | V1    | TK    | V3    | V1    | VĐ    | CK    | BK    | BK    | 2 / 16  | 40–14  |
| Giải quần vợt Roland-Garros | A                                                   | A                                                   | V2                                                  | V2                                                  | BK                                                  | V3                                                  | A     | V3    | V3    | BK    | TK    | V1    | BK    | CK    | V3    | V1    | VĐ    | 1 / 14  | 36–13  |
| Wimbledon                   | A                                                   | A                                                   | V3                                                  | TK                                                  | TK                                                  | V2                                                  | A     | TK    | BK    | VĐ    | VĐ    | VĐ    | VĐ    | VĐ    | CK    | TK    | VĐ    | 6 / 14  | 59–8   |
| Mỹ Mở rộng                  | A                                                   | A                                                   | A                                                   | V1                                                  | V2                                                  | VĐ                                                  | V1    | BK    | BK    | V3    | CK    | VĐ    | VĐ    | V1    | V3    | TK    | V2    | 3 / 14  | 39–11  |
| SR                          | 0 / 1                                               | 0 / 1                                               | 0 / 2                                               | 0 / 4                                               | 0 / 4                                               | 1 / 4                                               | 0 / 2 | 0 / 4 | 1 / 4 | 1 / 4 | 1 / 4 | 2 / 4 | 2 / 4 | 2 / 4 | 0 / 4 | 0 / 4 | 2 / 4 | 12 / 58 | N/A    |
| Thắng-Bại                   | 0–1                                                 | 0–1                                                 | 3–2                                                 | 4–4                                                 | 9–4                                                 | 13–3                                                | 1–2   | 13–4  | 16–3  | 12–3  | 16–3  | 14–2  | 16–2  | 17–2  | 14–4  | 9–4   | 17–2  | N/A     | 174–46 |
| Giải đấu cuối năm           |                                                     |                                                     |                                                     |                                                     |                                                     |                                                     |       |       |       |       |       |       |       |       |       |       |       |         |        |
| Tennis Masters Cup          | A                                                   | A                                                   | A                                                   | A                                                   | A                                                   | A                                                   | A     | BK    | VĐ    | CK    | CK    | BK    | VĐ    | VB    | VB    | BK    | A     | 2 / 9   | 25–13  |
| ATP Masters Series          |                                                     |                                                     |                                                     |                                                     |                                                     |                                                     |       |       |       |       |       |       |       |       |       |       |       |         |        |
| Indian Wells                | Không phải là sự kiện Masters Series trước năm 1990 | Không phải là sự kiện Masters Series trước năm 1990 | Không phải là sự kiện Masters Series trước năm 1990 | Không phải là sự kiện Masters Series trước năm 1990 | Không phải là sự kiện Masters Series trước năm 1990 | Không phải là sự kiện Masters Series trước năm 1990 | A     | A     | TK    | A     | TK    | BK    | VĐ    | BK    | V2    | V2    | TK    | 1 / 8   | 11–7   |
| Miami                       | Không phải là sự kiện Masters Series trước năm 1990 | Không phải là sự kiện Masters Series trước năm 1990 | Không phải là sự kiện Masters Series trước năm 1990 | Không phải là sự kiện Masters Series trước năm 1990 | Không phải là sự kiện Masters Series trước năm 1990 | Không phải là sự kiện Masters Series trước năm 1990 | A     | A     | A     | A     | V3    | VĐ    | VĐ    | VĐ    | V2    | V3    | VĐ    | 4 / 7   | 17–3   |
| Monte Carlo                 | Không phải là sự kiện Masters Series trước năm 1990 | Không phải là sự kiện Masters Series trước năm 1990 | Không phải là sự kiện Masters Series trước năm 1990 | Không phải là sự kiện Masters Series trước năm 1990 | Không phải là sự kiện Masters Series trước năm 1990 | Không phải là sự kiện Masters Series trước năm 1990 | A     | V2    | A     | A     | V2    | V2    | A     | A     | CK    | V2    | A     | 0 / 5   | 5–5    |
| Rome                        | Không phải là sự kiện Masters Series trước năm 1990 | Không phải là sự kiện Masters Series trước năm 1990 | Không phải là sự kiện Masters Series trước năm 1990 | Không phải là sự kiện Masters Series trước năm 1990 | Không phải là sự kiện Masters Series trước năm 1990 | Không phải là sự kiện Masters Series trước năm 1990 | A     | V1    | V1    | A     | A     | A     | A     | V1    | V1    | A     | V2    | 0 / 5   | 1–5    |
| Hamburg                     | Không phải là sự kiện Masters Series trước năm 1990 | Không phải là sự kiện Masters Series trước năm 1990 | Không phải là sự kiện Masters Series trước năm 1990 | Không phải là sự kiện Masters Series trước năm 1990 | Không phải là sự kiện Masters Series trước năm 1990 | Không phải là sự kiện Masters Series trước năm 1990 | A     | V1    | A     | A     | A     | A     | A     | A     | A     | A     | VĐ    | 1 / 2   | 5–1    |
| Canada                      | Không phải là sự kiện Masters Series trước năm 1990 | Không phải là sự kiện Masters Series trước năm 1990 | Không phải là sự kiện Masters Series trước năm 1990 | Không phải là sự kiện Masters Series trước năm 1990 | Không phải là sự kiện Masters Series trước năm 1990 | Không phải là sự kiện Masters Series trước năm 1990 | V2    | BK    | A     | A     | A     | A     | TK    | A     | A     | V1    | A     | 0 / 4   | 5–4    |
| Cincinnati                  | Không phải là sự kiện Masters Series trước năm 1990 | Không phải là sự kiện Masters Series trước năm 1990 | Không phải là sự kiện Masters Series trước năm 1990 | Không phải là sự kiện Masters Series trước năm 1990 | Không phải là sự kiện Masters Series trước năm 1990 | Không phải là sự kiện Masters Series trước năm 1990 | V1    | V1    | VĐ    | V1    | BK    | VĐ    | TK    | VĐ    | TK    | CK    | VĐ    | 4 / 11  | 25–7   |
| Stuttgart (Stockholm)       | Không phải là sự kiện Masters Series trước năm 1990 | Không phải là sự kiện Masters Series trước năm 1990 | Không phải là sự kiện Masters Series trước năm 1990 | Không phải là sự kiện Masters Series trước năm 1990 | Không phải là sự kiện Masters Series trước năm 1990 | Không phải là sự kiện Masters Series trước năm 1990 | A     | A     | VĐ    | VĐ    | VĐ    | BK    | TK    | VĐ    | TK    | BK    | V1    | 4 / 9   | 20–5   |
| Paris                       | Không phải là sự kiện Masters Series trước năm 1990 | Không phải là sự kiện Masters Series trước năm 1990 | Không phải là sự kiện Masters Series trước năm 1990 | Không phải là sự kiện Masters Series trước năm 1990 | Không phải là sự kiện Masters Series trước năm 1990 | Không phải là sự kiện Masters Series trước năm 1990 | A     | TK    | V2    | TK    | BK    | BK    | BK    | V2    | TK    | TK    | A     | 0 / 9   | 10–9   |
| SR                          | N/A                                                 | N/A                                                 | N/A                                                 | N/A                                                 | N/A                                                 | N/A                                                 | 0 / 2 | 0 / 6 | 2 / 5 | 1 / 3 | 1 / 6 | 2 / 6 | 2 / 6 | 3 / 6 | 0 / 7 | 0 / 7 | 3 / 6 | 14 / 60 | N/A    |
| Thắng-Bại                   | N/A                                                 | N/A                                                 | N/A                                                 | N/A                                                 | N/A                                                 | N/A                                                 | 1–2   | 5–6   | 9–3   | 5–2   | 10–5  | 13–4  | 14–4  | 15–3  | 6–7   | 8–7   | 18–3  | N/A     | 99–46  |
| Xếp hạng                    | 193                                                 | 141                                                 | 140                                                 | 53                                                  | 18                                                  | 6                                                   | 118   | 11    | 1     | 8     | 3     | 2     | 1     | 2     | 6     | 11    | 1     |         |        |